# Грайфенхаген (Саксония-Анхальт)
Грайфенхаген (нем. Greifenhagen) — деревня в Германии, в земле Саксония-Анхальт, входит в район Мансфельд-Зюдгарц в составе городского округа Арнштайн.
Население составляет 272 человека (на 31 декабря 2008 года). Занимает площадь 4,68 км².

## История
Первое упоминание о поселении встречается в 1184 году.
1 января 2010 года, после проведённых реформ, город Зандерслебен, а также коммуны: Альтероде, Бройнроде, Вельбслебен, Грайфенхаген, Зильда, Квенштедт, Ульцигероде, Харкероде, Штангероде — были объединены в городской округ Арнштайн, и стали его районами, а управление Виппер-Айне было упразднено.

Грайфенхаген на карте городского округа